# Павлов, Владимир Григорьевич
Влади́мир Григо́рьевич Па́влов (27 мая 1921, село Борисово, Череповецкая губерния — 22 сентября 1978, Ленинград) — полковник Советской Армии, участник Великой Отечественной войны, Герой Советского Союза (1944).

## Биография
Родился 27 мая 1921 года в селе Борисово (ныне — Борисово-Судское Бабаевского района Вологодской области). После окончания средней школы поступил на учёбу в Ленинградский химико-технологический институт. В 1939 году Павлов был призван на службу в Рабоче-крестьянскую Красную Армию. В 1941 году он окончил Чкаловское военное авиационное училище штурманов, в 1942 году — Ивановскую высшую штурманскую школу.
С сентября 1942 года — на фронтах Великой Отечественной войны. К апрелю 1944 года гвардии старший лейтенант В. Г. Павлов был штурманом звена 6-го гвардейского авиаполка 6-й гвардейской авиадивизии 1-го гвардейского авиакорпуса дальнего действия. К тому времени он совершил 197 боевых вылетов на бомбардировку скоплений боевой техники и живой силы противника, его важных объектов, нанеся ему большие потери.
Указом Президиума Верховного Совета СССР от 19 августа 1944 года за «образцовое выполнение заданий командования и проявленные мужество и героизм в боях с немецкими захватчиками» гвардии старший лейтенант Владимир Павлов был удостоен звания Героя Советского Союза с вручением ордена Ленина и медали «Золотая Звезда» за номером 4371.
После окончания войны продолжил службу в Советской Армии. В 1951 году окончил Военно-воздушную академию. В 1961 году в звании полковника был уволен в запас. Проживал и работал в Ленинграде.
Умер 22 сентября 1978 года, похоронен на кладбище Памяти жертв 9-го января Санкт-Петербурга.
Был также награждён двумя орденами Красного Знамени, орденами Отечественной войны 1-й степени и Красной Звезды, рядом медалей.